# Jardin du diable
Cet article concerne le phénomène écologique. Pour le film de Henry Hathaway, voir Le Jardin du diable.
En myrmécologie et écologie forestière, un jardin du diable est un grand peuplement d'arbres dans la forêt amazonienne, composé quasi exclusivement d'une seule espèce, le Duroia hirsuta. On reconnait immédiatement que l'on se trouve à l'intérieur d'un jardin du diable parce que la domination d'une seule espèce d'arbre est radicalement différente de la grande biodiversité de l'ensemble de cette forêt.
Selon Deborah Gordon les jardins du diable doivent leur nom au fait que les autochtones croyaient que Chullachaqui, un esprit malfaisant de la forêt, y demeurait.
La fourmi Myrmelachista schumanni (en) crée les jardins du diable en empoisonnant systématiquement toutes les plantes du voisinage, sauf D. hirsuta, l'arbre dans lequel elle construit son nid. Elle tue les autres plantes en injectant de l'acide formique à la base de leurs feuilles. En tuant les autres plantes, cette fourmi favorise la croissance et la reproduction de D. hirsuta, qui possède des domaties sous forme de tiges creuses qui fournissent un abri pour la construction des nids des fourmis; une seule colonie peut comporter plus de 3 millions d'ouvrières et 15 000 reines, et peut exister pendant plus de 800 ans. Bien que les fourmis repoussent les herbivores, la taille des jardins du diable est limitée car la quantité de plantes à détruire augmente au fur et à mesure que le jardin s'étend, et passé une certaine surface, la colonie n'en est plus capable,.
Frederickson souligne que cette symbiose est un exemple de niche écologique construite.